# Ендре Сабо
Ендре Сабо (3 червня 1849, Велька Трня — 4 лютого 1924, Будапешт) — угорський письменник, поет, журналіст, перекладач, правознавець, член Товариства Петефі.

## Біографія
Навчався в Кежмарку, а потім у Шарошпатаку, вивчав право в Реформатському коледжі в Шарошпатаку.

На літературний шлях його надихнув Міклош Шемере.
З 1874 був співробітником столичних газет.

У 1877 році був обраний до лав тодішнього Товариства Петефі, і Мор Йокаї доручив йому редагування «Комети» (Üstökös, перше угорське гумористичне періодичне видання). Він також був співробітником Національної газети Іштвана Толді, а в 1881—1882 очолював літературно-театральну секцію Hon. У 1882 році «Комета» стала його власністю, він був також головним редактором газети. У 1880 році одружився з письменницею Янкою Ногал.

## Творчість
Сильними сторонами його поезії були дотепність, гумор та сатира. Він не терпів «байронізму» та «гейнеїзму», був чесним і прямим. Злісно викривав лицемірство, зарозумілість, нещадно нападаючи на тих, хто зловживав владою.

Автор семи романів, двох антологій російської поезії, перекладених з оригіналів.